# 雙重時間 (電影)
《雙重時間》（義大利語：La doppia ora）是一部於2009年上映的義大利愛情驚悚片。它由吉塞佩·卡波通蒂執導，並由法蘭西絲卡·琪瑪和尼古拉·朱利亞諾監製，而費立波·提米和克谢尼娅·拉波波尔特擔任主演。主體拍攝始於2008年20月，並在義大利都灵取景。電影於2009年9月在第66屆威尼斯影展競賽首映且拉波波尔特贏得沃爾庇杯後，並於2009年10月9日在義大利開始上映。它還在2009年多倫多國際影展放映。塞爾吉奧·桑托斯電影於2011年4月15日在美國放映。

## 劇情
索尼婭（Sonia）是一家位於都灵的酒店的女服務員。當她在清潔浴室時，房間客人似乎跳樓自殺。
之後，索尼婭參加了一場快速約會並遇見了曾任警察吉多（Guido），他現為一名保安。他們開始建立友誼，並在約會之後有見面幾次。當他們分開時，吉多注意到時間是23:23——為小時和分鐘相同的雙重時間。雖然他向索尼婭承認這經常不可行，但依然認為這個時間會有人許願並將會實現。
幾天後，吉多帶索尼婭去他工作的鄉下別墅。別墅有著詳盡的保全系統，但吉多拆除了部分系統，讓他們兩人可以在庭院漫步。
他們在森林中被帶有武器的男人伏襲，而吉多被打到無意識。走上別墅，他被帶著巴拉克拉瓦頭套的男性強迫去接觸保安系統。匪徒有系統性的洗劫了別墅的藝術品和其他貴重物。他們離開後，這團夥的首領威脅索尼婭要強姦她。吉多被觸怒並向他猛撲。他們在掙扎的過程中，一粒子彈射出，但是畫面並沒有清晰展示下一幕的畫面。
索尼婭在畫面清晰回來時正在工作，接著拜訪了吉多的墳墓。她工作時不能專心，因為常常瞥見吉多的臉孔，有時是在雙重時間。她被吉多過去的同僚但丁（Dante）詢問，他懷疑別墅的搶劫案可能是內部人員犯下。但丁給她一張她和吉多在布宜諾斯艾利斯的照片，但她從未去過。
索尼婭隨著看到吉多的情況變得越來越頻繁和清晰後，她感到逐漸失去理智。當她聽到朋友和同事瑪格麗特（Margherita）從窗口跳下去自殺後徹底崩潰。
在瑪格麗特的葬禮上，主持牧師宣讀死者是索尼婭而並非瑪格麗特時，她感到極為不安。酒店的常客布魯諾（Bruno）將索尼婭帶進他車中，並給她一支保溫瓶，說裡面是有一點酒精的咖啡。索尼婭喝後被下藥。布魯諾開到森林並拖她出車，用膠帶綁住她，並將她埋在淺墳裏。索尼婭失去知覺，而在快死的時候吉多挖憤並拯救她。
實際上，索尼亞從醫院甦醒。她得知搶劫案才過去三天，之前所經歷的都是夢，因為她一直處於昏迷中。她的頭部受到槍傷，而吉多和瑪格麗特仍然生存。
吉多透過但丁才知道索尼婭有犯罪紀錄，12年前她幫男友去搶劫她父親的家，而吉多說他們會和平分手。吉多走去見快速約會組織人並告訴她不再參加活動，但當組織人告訴他索尼婭特別要求要見他時，但丁的猜想得到了吉多的證實。他去到她的公寓並跟她發生性行為，但隔天早上她說要去見瑪格麗特。他因為但丁的猜想知道她會離開，並悄悄地跟著她。在機場停車場中，看到她與團夥的首領擁抱和親吻，而他跟吉多形貌相似。他以槍型麥克風偷聽他們的對話，並意識到他不該在搶劫案存活。當情侶走進電梯時，索尼婭看到坐在車中打給但丁的吉多。吉多看著索尼婭，索尼婭疑慮地看著吉多。電梯門關上，吉多也掛了電話，什麼也沒告訴但丁。
索尼婭緊張地用假身分訂了去布宜諾斯艾利斯的機票。她意識到登機時間是雙重時間20:20，並駐足想了一會兒。
在最後一幕，吉多依舊孤苦伶仃並重回快速約會，而索尼婭和團夥的首領被拍了一張在布宜諾斯艾利斯的照片。

## 翻拍
2009年，電影監製尼古拉·朱利亞諾宣布美國有許多希望買下製作權來製作英文翻拍的請求。
在威尼斯影展期間，演員和導演跟記者開玩笑說美國翻拍可能找佳夫·奧雲和娜歐蜜·華茲作主角。

## 外部鏈接
- 互联网电影数据库（IMDb）上《The Double Hour》的资料（英文）
- 爛番茄上《雙重時間》的資料（英文）